# Renshammar
Renshammar är en lagmansgård belägen i Bollnäs, på området Ren, med anor från 1500-talet som historiskt var en av Hälsinglands största gårdar. Gården ses ha haft stor betydelse för böndernas uppförande av Hälsingegårdar i bygden runt sekelskiftet 1800 och den har välbevarad inredning från 1700-talet. 
Renshammar är i privat ägo. Gården är ett byggnadsminne sedan 11 december 1989. 

## Historik
Under 1600-talet omfattade ägorna nästan hela norra delen av Bollnäs socken och gården åtnjöt för en tid även skattefrihet som säteri. Ägarlängden, som sträcker sig tillbaka till 1500-talet, visar att Renshammar genom tiderna till stor utsträckning bebotts av ståndspersoner som officerare, lagmän etc. men några bönder finns också bland ägarna. Gårdsanläggningen bär i sin helhet en ståndsmässig prägel.
Gården härjades svårt av brand 1725 varvid såväl sätesstugan som ett antal ekonomibyggnader totalförstördes. Omständigheterna tyder på att den nya mangårdsbyggnaden uppfördes vid 1700-talets mitt av byggmästare Anders Nilsson, medan den västra av de båda flyglarna åtminstone delvis förefaller härstamma från 1700-talets förra hälft, tiden närmast efter branden. Med hjälp av dendrokronologisk åldersbestämning har man fastställt att den nedre våningen är byggd 1763. Den övre tillkom först tjugo år senare, år 1783. 
Flera avstyckningar skedde 1771 i samband med ägarbyte och bland annat uppstod närliggande Rhenstedtska gården från Renshammar som ett resultat av det. Gårdens ekonomibyggnader revs under 1960-talet, flertalet i samband med byggandet av den nya riksvägen Bollnäs-Söderhamn år 1960.

### Exteriörer

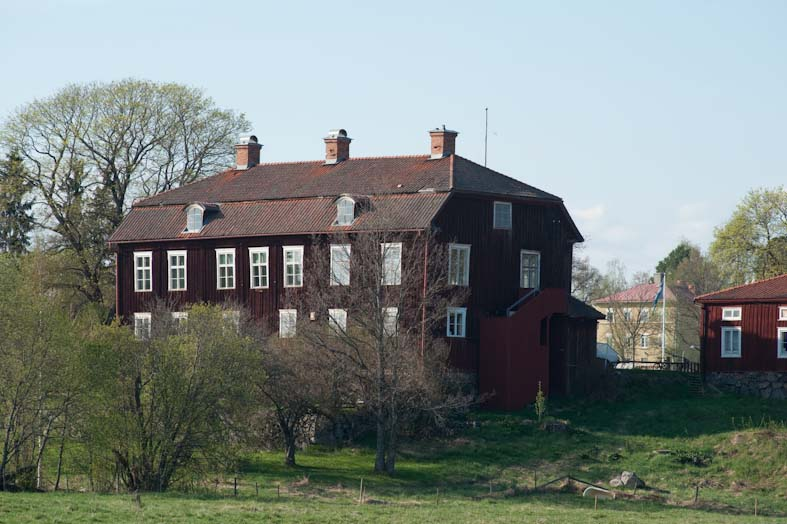
Mangårdsbyggnaden.

Mangårdsbyggnaden är byggd av timmer i två våningar och klädd med rödfärgad locklistpanel. Ursprungligen har dock fasaderna varit målade med gul slamfärg. Taket är brutet med valmade gavelspetsar, tegeltäckt och försett med takkupor i vindsvåningen. Exteriörens huvuddrag återkommer i de många större bondgårdar som uppfördes i Bollnäs under årtiondena omkring sekelskiftet 1800 och Renshammars roll som omedelbar förebild framstår här som oomtvistlig.
Vid 1800-talets början uppfördes den östra av de båda flyglar som flankerar mangårdsbyggnaden. Samtidigt moderniserades även den äldre, västra flygeln till motsvarande utseende. Flyglarna är envåniga, med valmade, tegeltäckta tak och locklistpanelade fasader. Den östra flygeln kan vara identisk med den fyra rums bastubyggnad som den finske majoren A R Brunow lät uppföra på gården vid sitt tillträde år 1809.

### Interiörer

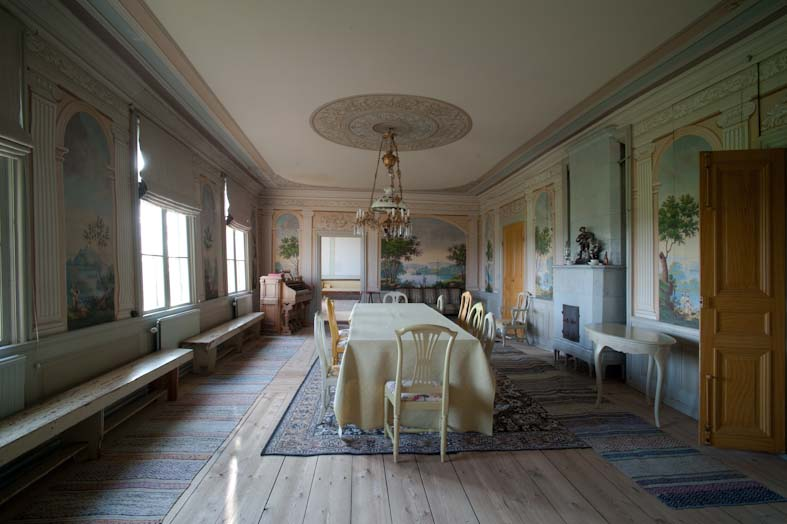
Storsalen i gustaviansk stil med målade landskapsutsikter.

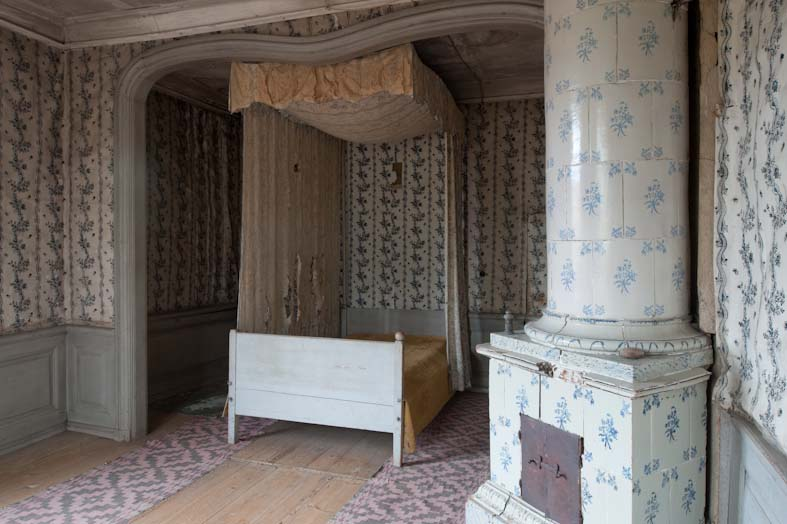
Stora sängkammaren med tryckta papperstapeter från Stockholm och blå-vit kakelugn. Sängkammaren har bevarats intakt sedan 1784.

År 1777 hölls landsting på Renshammar, som då ägdes av lagmannen Carl Dahlsköld. Nu vet vi att det inte var till detta landsting som den ståtliga inredningen på övre våningen gjordes, då den våningen tillkom först sex år senare. Av dessa äldre interiörer har det så kallade gammelrummet bevarats med orörd rokokoinredning. Storsalen omdekorerades 1847 med pilasterinramade landskapsutsikter. Arbetena i stora salen har tillskrivits Olof Hofrén. Gammelrummet med sovgemak, tidstypisk kakelugn och tryckta papperstapeter från Stockholm är bevarat sedan 1780-talet.

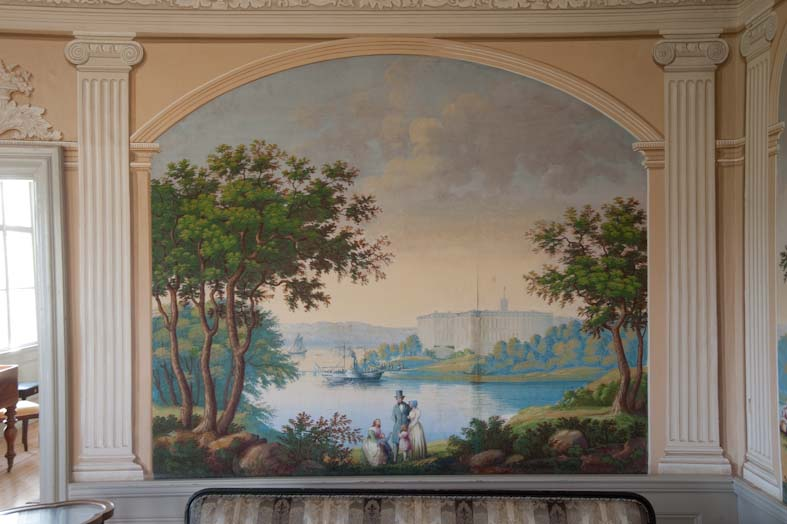
Landskapsutsikter från storsalen.
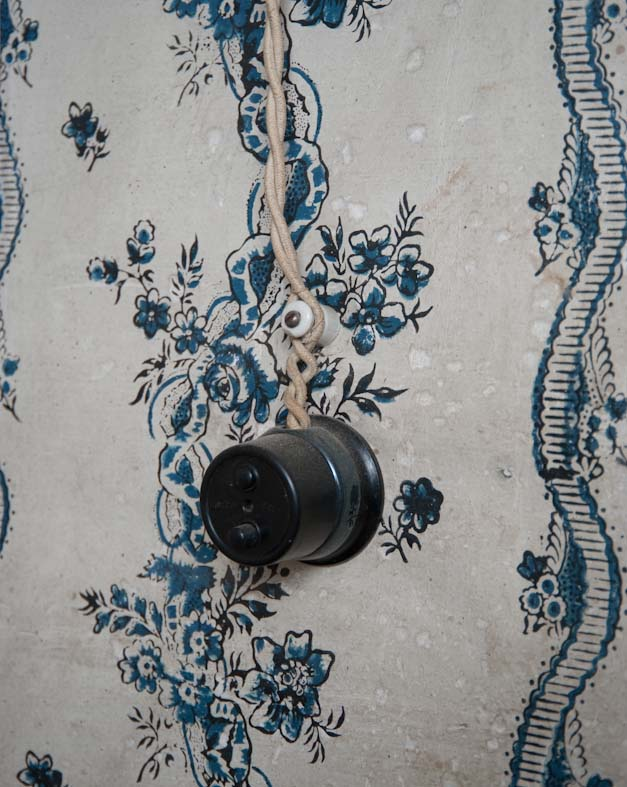
Detalj av tryckt papperstapet från sängkammaren.
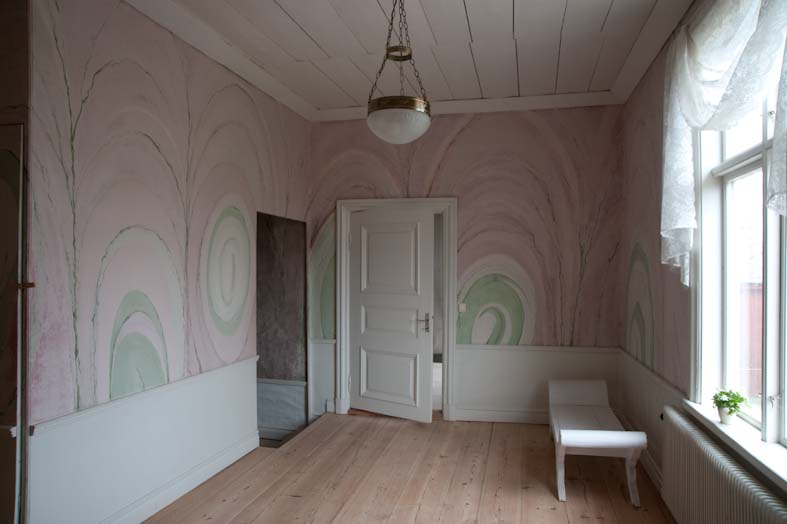
Väggmålningar
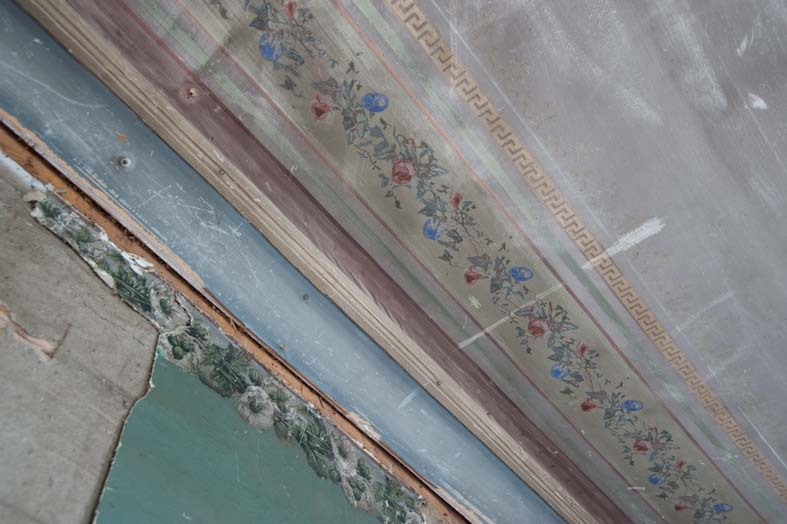
Takdekor